# Ochrosia compta
Ochrosia compta är en oleanderväxtart som beskrevs av Karl Moritz Schumann. Ochrosia compta ingår i släktet Ochrosia och familjen oleanderväxter. Inga underarter finns listade i Catalogue of Life.